# Eritherium azzouzorum
L'eriterio (Eritherium azzouzorum Gheerbrant, 2009) è un mammifero erbivoro estinto, appartenente all'ordine Proboscidea. Visse nel Paleocene superiore (circa 59 milioni di anni fa) e i suoi resti fossili sono stati ritrovati in Marocco. È considerato il più antico, il più piccolo e il più primitivo tra i proboscidati. È l'unica specie ritrovata fino ad oggi del genere Eritherium Gheerbrant, 2009.

## Etimologia
Il nome del genere si forma a partire dai vocaboli greci eri (= primitivo, iniziale) e therion (= bestia). L'epiteto specifico, azzouzorum, è dedicato al villaggio di Ouled Azzouz, nelle vicinanze di Sidi Chennane, in Marocco, ove vennero rinvenuti i fossili.

## Descrizione
I fossili noti di questo animale includono una mascella con due premolari posteriori e tre molari, le ossa frontale e nasale, frammenti della mandibola e altri denti isolati, tutti conservati al museo di storia naturale di Lione. I resti non permettono una ricostruzione dettagliata dell'animale, ma indicano che Eritherium doveva essere un primitivo rappresentante dei proboscidati. In generale, Eritherium mostra somiglianze nella struttura della dentatura con altri penungulati, come gli estinti embritopodi o i primi rappresentanti dei sirenii, ma vi sono alcune specializzazioni non riscontrate in questi altri gruppi. La dentatura della mandibola è stata ricostruita a partire da due frammenti sinistri: vi erano tre incisivi, un canino, quattro premolari e tre molari per ogni ramo mandibolare. La fila di denti era chiusa e non vi era alcuno spazio (diastema) tra i canini e i denti posteriori. Questa caratteristica non si riscontra in alcun altro proboscidato noto.
I molari mostravano una morfologia bunodonte (con piccole cuspidi ricoperte da smalto sulla superficie occlusale del dente); tra queste cuspidi vi erano rilievi trasversali, sui primi due molari e sull'ultimo molare, tipici della dentatura lofodonte. I premolari inferiori possedevano una cuspide, quelli superiori due cuspidi. Il primo incisivo era piuttosto grande e asimmetrico, anche se mostrava già segni di una riduzione incipiente. Queste caratteristiche collegano Eritherium con altri proboscidati primitivi. Un'altra caratteristica primitiva di questo animale è la mandibola dotata di una sinfisi corta.
La ricostruzione della parte superiore del cranio mostra che l'orbita era spostata in avanti; nella maggior parte dei penungulati primitivi, l'orbita è spostata nella parte posteriore del cranio.